# So many people
「so many people」（ソー・メニ・ピープル）は、エレファントカシマシの23rdシングル。2000年1月26日に東芝EMI/FAITHFUL.から発売された。

## 概要
アルバム『good morning』先行シングル。表題曲『so many people』は上記アルバムにヴァージョン違いにて収録。
歌詞にも登場しているように当時、宮本は普通免許を取得。マイカー購入後、飽きることなく走らせていた。真夜中メンバー4人でドライブした。
カップリング曲の『sweet memory』は、企画盤『sweet memory〜エレカシ青春セレクション〜』にて初収録。
2曲とも岡野ハジメプロデュース。Wタイアップ。

## 収録曲
全作詞・作曲：宮本浩次
全編曲：エレファントカシマシ
1. so many people (4'22")
  - テレビドラマ『シンデレラは眠らない』（よみうりテレビ制作・日本テレビ系）オープニングテーマ
2. sweet memory (5'05")
  - 映画『みなさん、さようなら』主題歌